# Eucyclops vandouwei
Eucyclops vandouwei is een eenoogkreeftjessoort uit de familie van de Cyclopidae. De wetenschappelijke naam van de soort is voor het eerst geldig gepubliceerd in 1909 door Brehm.